# Francisco Tinaglini
Francisco Tinaglini (n. San Ramón, Canelones, Uruguay; 9 de noviembre de 1998) es un futbolista uruguayo. Juega como guardameta en Panserraikos, de la Superliga de Grecia.

## Trayectoria

### Inicios
Surgido de las inferiores de River Plate, a pesar de ser convocado en algunos encuentros con el plantel superior, no tenía lugar en el primer equipo, por lo que es prestado a Oriental en agosto de 2018 para disputar la segunda parte de la Liga de Ascenso 2018, haciendo su debut el 5 de agosto de 2018 en la derrota 1 a 0 frente a Cerro Lago por la fecha 15 del torneo.
Durante su estadía en el "celeste" disputó 4 partidos y recibió 3 goles, manteniendo el arco en cero en una ocasión.

### Retorno a River Plate
Al finalizar su préstamo, retorna a River Plate donde fue suplente en la mayoría de los encuentros. Debutó con el club el 25 de mayo de 2019 en la derrota 4 a 1 frente a Juventud de Las Piedras por la fecha 14 del Torneo Apertura de Primera División.
Su segundo y último encuentro con el equipo lo disputó el 16 de octubre del mismo año en la derrota 3 a 2 frente a Cerro por la fecha 6 del Torneo Clausura.

### Atenas
A mediados de 2020 se une a Montevideo City Torque que automáticamente lo cede a Atenas hasta la finalización de la Liga de Ascenso 2020. Su primer partido fue el 13 de agosto de 2020 en la victoria 1 a 0 frente a Tacuarembó por la fecha 1 de la Fase Regular del torneo.
Su último encuentro en el club se da una semana después en el empate 1 a 1 ante Albion F. C. por la segunda fecha de la liga.

### Montevideo City Torque
Al volver al club de Montevideo, no disputa ningún partido durante el 2021, realizando recién su debut con el equipo, el 9 de febrero de 2022 en el empate 1 a 1 ante Barcelona Sporting Club, por el partido de ida de la primera fase de la Copa Libertadores 2022.
En el torneo local debuta el 19 de febrero de 2022, en la victoria 3 a 1 frente Defensor Sporting por la fecha 3 Torneo Apertura 2022 de Primera División.
Esta etapa en "el city uruguayo" lo finalizó con 6 partidos jugados en los que le convirtieron 6 goles, manteniendo la valla invicta en una ocasión.

### San Martin de Tucumán
Para la temporada 2023 de la Primera Nacional Argentina es cedido a préstamo, con opción de compra al finalizar la misma, a San Martín de Tucumán, en la que sería su primera experiencia fuera de Uruguay.
Debuta en el arco "santo" el 19 de marzo, en la victoria 1 a 0 frente a Almagro, en el partido correspondiente a la fecha 6 del campeonato.
A mediados de agosto interrumpe su sesión con el conjunto tucumano para volver a Uruguay, habiendo disputado solamente 3 partidos en el club.

### Retorno a Montevideo City Torque
Al volver del préstamo en Argentina, Tinaglini fue titular, el 29 de octubre, en la victoria por penales frente a Progreso, por la tercera ronda de la Copa AUF Uruguay 2023.

## Selección nacional

### Selecciones juveniles
En marzo de 2015, Santiago Ostolaza incluyó a Francisco Tinaglini en la lista de jugadores que disputarían el Sudamericano Sub-17 2015 en Paraguay. En ese campeonato, jugó un partido, el 15 de marzo de 2015 en la victoria 1 a 0 frente a la Selección de fútbol sub-17 de Ecuador. Uruguay finalizó quinto en el certamen.
En 2016 disputó 4 amistosos con la Selección de fútbol sub-20 de Uruguay, siendo el primero de ellos el 28 de abril en el empate 1 a 1 frente la Selección de fútbol sub-20 de Paraguay.
En 2017 Fabián Coito lo incluyó en el plantel que saldría campeón del Campeonato Sudamericano de Fútbol Sub-20 de 2017 que se disputó en Ecuador.
Fue parte también de la lista de jugadores que disputaron la Copa Mundial de Fútbol Sub-20 de 2017, donde Uruguay finalizó en cuarto lugar, luego de perder por penales con Italia en el partido por el tercer puesto.

#### Participaciones en Sudamericanos
| Copa                     | Sede     | Resultado     | Partidos | Goles |
| ------------------------ | -------- | ------------- | -------- | ----- |
| Sudamericano Sub-17 2015 | Paraguay | Quinto puesto | 1        | 0     |
| Sudamericano Sub-20 2017 | Ecuador  | Campeón       | 0        | 0     |

#### Participaciones en Mundiales
| Copa                     | Sede          | Resultado     | Partidos | Goles |
| ------------------------ | ------------- | ------------- | -------- | ----- |
| Copa Mundial Sub-20 2017 | Corea del Sur | Cuarto puesto | 0        | 0     |

## Estadísticas

### Clubes
Actualizado de acuerdo al último partido jugado el 23 de junio de 2025.
| Club                             | Div.          | Temporada     | Liga  | Liga  | Liga  | Copas nacionales | Copas nacionales | Copas nacionales | Torneos internacionales | Torneos internacionales | Torneos internacionales | Total | Total | Total |
| Club                             | Div.          | Temporada     | Part. | G. R. | V. I. | Part.            | G. R.            | V. I.            | Part.                   | G. R.                   | V. I.                   | Part. | G. R. | V. I. |
| -------------------------------- | ------------- | ------------- | ----- | ----- | ----- | ---------------- | ---------------- | ---------------- | ----------------------- | ----------------------- | ----------------------- | ----- | ----- | ----- |
| C. Oriental de F. · Uruguay      | 2.ª           | 2018          | 4     | 3     | 1     | —                | —                | —                | —                       | —                       | —                       | 4     | 3     | 1     |
| C. Oriental de F. · Uruguay      | Total club    | Total club    | 4     | 3     | 1     | 0                | 0                | 0                | 0                       | 0                       | 0                       | 4     | 3     | 1     |
| C. A. River Plate · Uruguay      | 1.ª           | 2019          | 2     | 7     | 0     | —                | —                | —                | —                       | —                       | —                       | 2     | 7     | 0     |
| C. A. River Plate · Uruguay      | Total club    | Total club    | 2     | 7     | 0     | 0                | 0                | 0                | 0                       | 0                       | 0                       | 2     | 7     | 0     |
| C. A. Atenas · Uruguay           | 2.ª           | 2020          | 2     | 1     | 1     | —                | —                | —                | —                       | —                       | —                       | 2     | 1     | 1     |
| C. A. Atenas · Uruguay           | Total club    | Total club    | 2     | 1     | 1     | 0                | 0                | 0                | 0                       | 0                       | 0                       | 2     | 1     | 1     |
| Montevideo City Torque · Uruguay | 1.ª           | 2021          | —     | —     | —     | —                | —                | —                | —                       | —                       | —                       | 0     | 0     | 0     |
| Montevideo City Torque · Uruguay | 1.ª           | 2022          | 4     | 5     | 0     | —                | —                | —                | 2                       | 1                       | 1                       | 6     | 6     | 1     |
| San Martín (T) Argentina         | 2.ª           | 2023          | 1     | 0     | 1     | 2                | 2                | 1                | —                       | —                       | —                       | 3     | 2     | 2     |
| San Martín (T) Argentina         | Total club    | Total club    | 1     | 0     | 1     | 2                | 2                | 1                | 0                       | 0                       | 0                       | 3     | 2     | 2     |
| Montevideo City Torque · Uruguay | 1.ª           | 2023          | 3     | 3     | 0     | 1                | 1                | 0                | —                       | —                       | —                       | 4     | 4     | 0     |
| Montevideo City Torque · Uruguay | 2.ª           | 2024          | 30    | 23    | 15    | 5                | 4                | 2                | —                       | —                       | —                       | 35    | 27    | 17    |
| Montevideo City Torque · Uruguay | 1.ª           | 2025          | 21    | 33    | 5     | —                | —                | —                | —                       | —                       | —                       | 21    | 33    | 5     |
| Montevideo City Torque · Uruguay | Total club    | Total club    | 58    | 64    | 20    | 6                | 5                | 2                | 2                       | 1                       | 1                       | 66    | 70    | 23    |
| Panserraikos · Grecia            | 1.ª           | 2025-26       | 0     | 0     | 0     | —                | —                | —                | —                       | —                       | —                       | 0     | 0     | 0     |
| Panserraikos · Grecia            | Total club    | Total club    | 0     | 0     | 0     | 0                | 0                | 0                | 0                       | 0                       | 0                       | 0     | 0     | 0     |
| Total carrera                    | Total carrera | Total carrera | 67    | 75    | 23    | 8                | 7                | 3                | 2                       | 1                       | 1                       | 77    | 83    | 27    |
| 1. 2. 3.                         |               |               |       |       |       |                  |                  |                  |                         |                         |                         |       |       |       |

### Selecciones
Actualizado de acuerdo al último partido jugado el 31 de agosto de 2016.
| Selección         | Año               | Amistosos | Amistosos | Amistosos | Eliminatorias | Eliminatorias | Eliminatorias | Continental | Continental | Continental | Mundial | Mundial | Mundial | Total | Total | Total |
| Selección         | Año               | Part.     | G. R.     | V. I.     | Part.         | G. R.         | V. I.         | Part.       | G. R.       | V. I.       | Part.   | G. R.   | V. I.   | Part. | G. R. | V. I. |
| ----------------- | ----------------- | --------- | --------- | --------- | ------------- | ------------- | ------------- | ----------- | ----------- | ----------- | ------- | ------- | ------- | ----- | ----- | ----- |
| Sub-17 · Uruguay  | 2015              | —         | —         | —         | —             | —             | —             | 1           | 0           | 1           | —       | —       | —       | 1     | 0     | 1     |
| Sub-17 · Uruguay  | Total             | 0         | 0         | 0         | 0             | 0             | 0             | 1           | 0           | 1           | 0       | 0       | 0       | 1     | 0     | 1     |
| Sub-20 · Uruguay  | 2016              | 4         | 4         | 1         | —             | —             | —             | —           | —           | —           | —       | —       | —       | 4     | 4     | 1     |
| Sub-20 · Uruguay  | Total             | 4         | 4         | 1         | 0             | 0             | 0             | 0           | 0           | 0           | 0       | 0       | 0       | 4     | 4     | 1     |
| Total selecciones | Total selecciones | 4         | 4         | 1         | 0             | 0             | 0             | 1           | 0           | 1           | 0       | 0       | 0       | 5     | 4     | 2     |
| 1.                |                   |           |           |           |               |               |               |             |             |             |         |         |         |       |       |       |